# Mac Cuill
Mac Cuill ([mak kul̠ʲ], „Sohn der Hasel“; auch Séthor) ist eine Sagenfigur aus der keltischen Mythologie Irlands. Er gehört zum Volk der Túatha Dé Danann und gilt als einer der legendenhaften Hochkönige Irlands.

## Mythologie
Mac Cuills Vater Cermait ist im Lebor Gabála Érenn („Das Buch der Landnahmen Irlands“) der Sohn des Dagda. Mac Cuill und seine Brüder Mac Cécht und Mac Gréine – in einer anderen Variante auch Séthor, Céthor und Téthor – waren alle drei Könige Irlands.
Nach dem Lebor Gabála Érenn werden die drei Schwestern Banba, Fótla und Ériu mit den drei Brüdern – Mac Cuill (mit Banba), Mac Cécht (mit Fótla) und Mac Gréine (mit Ériu) – verheiratet. Damit übernahmen die Tuatha Dé Danann die legitime Herrschaft über die Insel. In der Variante des Lebor Gabála Érenn  sind die Brüder Sethor, Cethor und Tethor die Ehemänner der Schwestern. In beiden Versionen haben die Brüder als legendenhafte Hochkönige bis zur Ankunft der Milesier gemeinsam über Irland geherrscht. Sie fallen in der Entscheidungsschlacht der Túatha Dé Danann mit den Milesiern um die Vorherrschaft auf der Insel.